# Achraf Douiri
Achraf Douiri (Amsterdam, 27 novembre 1999) è un calciatore olandese, attaccante svincolato.

## Carriera
Cresciuto nei settori giovanili di SC Buitenveldert, EDO ed ADO Den Haag, ha iniziato la sua carriera senior nel 2019 con i dilettanti dello Zuidoost United. Nel febbraio del 2020, si è trasferito in Svezia all'IFK Eskilstuna, club militante nella quarta divisione locale. Successivamente è tornato nei Paesi Bassi all'IJsselmeervogels, in terza divisione.
Il 20 giugno 2022 è stato acquistato dal Volendam, firmando un contratto biennale. Ha esordito in Eredivisie il 31 agosto successivo, in occasione dell'incontro perso per 7-1 contro il PSV.

## Statistiche

### Presenze e reti nei club
Statistiche aggiornate al 17 settembre 2022.
| Stagione        | Squadra          | Campionato      | Campionato | Campionato | Coppe nazionali | Coppe nazionali | Coppe nazionali | Coppe continentali | Coppe continentali | Coppe continentali | Altre coppe | Altre coppe | Altre coppe | Totale | Totale |
| Stagione        | Squadra          | Comp            | Pres       | Reti       | Comp            | Pres            | Reti            | Comp               | Pres               | Reti               | Comp        | Pres        | Reti        | Pres   | Reti   |
| --------------- | ---------------- | --------------- | ---------- | ---------- | --------------- | --------------- | --------------- | ------------------ | ------------------ | ------------------ | ----------- | ----------- | ----------- | ------ | ------ |
| 2020-2021       | IJsselmeervogels | 2D              | 2          | 0          | CO              | -               | -               |                    | -                  | -                  |             | -           | -           | 2      | 0      |
| 2021-2022       | Volendam         | 1D              | 11         | 2          | CO              | 0               | 0               |                    | -                  | -                  |             | -           | -           | 11     | 2      |
| 2022-2023       | Volendam         | ED              | 4          | 0          | CO              | 0               | 0               |                    | -                  | -                  |             | -           | -           | 4      | 0      |
| Totale carriera | Totale carriera  | Totale carriera | 17         | 2          |                 | 0               | 0               |                    | -                  | -                  |             | -           | -           | 17     | 2      |